# Grèce aux Jeux olympiques de 1920
L'équipe olympique grecque participe aux Jeux olympiques de 1920 à Anvers. Elle y remporte une médaille : une en argent, se situant au dix-neuvième rang au tableau des médailles. L'escrimeur Vasilios Zarkadis est le porte-drapeau d'une délégation grecque comptant 48 sportifs.

## Bilan général
| Place | Sport | Médaille d'or, Jeux olympiques | Médaille d'argent, Jeux olympiques | Médaille de bronze, Jeux olympiques | Total |
| 1     | Tir   | 0                              | 1                                  | 0                                   | 1     |
| Total | Total | 0                              | 1                                  | 0                                   | 1     |

## Médaille

### Médaille d'argent
| Sport                 | Discipline                  | Sportifs                                                                                               | Performance |
| Médaille d'argent : 1 |                             | |             |
| Tir                   | Pistolet à 30 m par équipes | Georgios Moraitinis Iason Sappas Alexandros Theofilakis Ioannis Theofilakis Alexandros Vrasivanopoulos | 1285        |

## Résultats

### Athlétisme
Courses
| Athlète                 | Épreuve          | Séries      | Séries      | Quarts de finale | Quarts de finale | Demi-finales | Demi-finales | Finale    | Finale  |
| Athlète                 | Épreuve          | Temps       | Rang        | Temps            | Rang             | Temps        | Rang         | Temps     | Rang    |
| ----------------------- | ---------------- | ----------- | ----------- | ---------------- | ---------------- | ------------ | ------------ | --------- | ------- |
| Dimitrios Andromidas    | 110 m haies      | Non courues | Non courues | Inconnu          | 5e               | Éliminé      | Éliminé      | Éliminé   | Éliminé |
| Dimitrios Karambatis    | 100 m            | Inconnu     | 4e          | Éliminé          | Éliminé          | Éliminé      | Éliminé      | Éliminé   | Éliminé |
| Dimitrios Karambatis    | 200 m            | 24.2        | 3e          | Éliminé          | Éliminé          | Éliminé      | Éliminé      | Éliminé   | Éliminé |
| Alexandros Kranis       | 5000 m           | Non courues | Non courues | Non courues      | Non courues      | Inconnu      | 6e           | Éliminé   | Éliminé |
| Alexandros Kranis       | 10000 m          | Non courues | Non courues | Non courues      | Non courues      | Inconnu      | 7e           | Éliminé   | Éliminé |
| Alexandros Kranis       | Cross individuel | Non courues | Non courues | Non courues      | Non courues      | Non courues  | Non courues  | Inconnu   | 38e     |
| Panagiotis Retelas      | 5000 m           | Non courues | Non courues | Non courues      | Non courues      | DNF          | DNF          | Éliminé   | Éliminé |
| Iraklis Sakellaropoulos | Marathon         | Non courues | Non courues | Non courues      | Non courues      | Non courues  | Non courues  | 3:14:25.0 | 32e     |
| Panagiotis Trivoulidas  | Marathon         | Non courues | Non courues | Non courues      | Non courues      | Non courues  | Non courues  | DNF       | DNF     |
| Panagiotis Trivoulidas  | Cross individuel | Non courues | Non courues | Non courues      | Non courues      | Non courues  | Non courues  | Inconnu   | 39e     |

Concours
| Athlète              | Épreuve         | Qualification | Qualification | Finale      | Finale  |
| Athlète              | Épreuve         | Performance   | Rang          | Performance | Rang    |
| -------------------- | --------------- | ------------- | ------------- | ----------- | ------- |
| Dimitrios Andromidas | Saut en hauteur | 1,65 m        | 16e           | Éliminé     | Éliminé |
| Menelaos Ponireas    | Triple saut     | 12,60 m       | 18e           | Éliminé     | Éliminé |

Combiné - Décathlon
| Athlète              | Épreuve  | 100 m  | SL      | LP      | SH     | 400 m | LD | 110 H | SP | LJ | 1 500 m | Total | Rang |
| -------------------- | -------- | ------ | ------- | ------- | ------ | ----- | -- | ----- | -- | -- | ------- | ----- | ---- |
| James Andromedas     | Résultat | 12 s 6 | 5,52 m  | 9,92 m  | 1,55 m | —     | —  | —     | —  | —  | —       | DNF   | —    |
| James Andromedas     | Points   | 524    | 490.400 | 458     | 468    | —     | —  | —     | —  | —  | —       | DNF   | —    |
| Apostolos Nikolaidis | Résultat | 12 s 8 | 5,44 m  | 11,39 m | 1,65 m | —     | —  | —     | —  | —  | —       | DNF   | —    |
| Apostolos Nikolaidis | Points   | 476.4  | 472.025 | 605     | 608    | —     | —  | —     | —  | —  | —       | DNF   | —    |

Combiné - Pentathlon
| Athlète                | Épreuve  | SL      | LJ      | 200 m  | LD | 1 500 m | Total | Rang |
| ---------------------- | -------- | ------- | ------- | ------ | -- | ------- | ----- | ---- |
| Konstantinos Roumbesis | Résultat | 5,90 m  | 30,25 m | 25 s 8 | —  | —       | DNF   | —    |
| Konstantinos Roumbesis | Points   | 15      | 17      | 16     | —  | —       | DNF   | —    |
| Dimitrios Andromidas   | Résultat | 5,665 m | 24,11 m | 29     | —  | —       | DNF   | —    |
| Dimitrios Andromidas   | Points   | 17      | 18      | 17     | —  | —       | DNF   | —    |

### Escrime
| Athlète            | Épreuve            | Premier Tour | Premier Tour | Quarts de finale | Quarts de finale | Demi-finales | Demi-finales | Finale   | Finale  |
| Athlète            | Épreuve            | Résultat     | Rang         | Résultat         | Rang             | Résultat     | Rang         | Résultat | Rang    |
| ------------------ | ------------------ | ------------ | ------------ | ---------------- | ---------------- | ------------ | ------------ | -------- | ------- |
| S. Antonidas       | Épée individuelle  | 4–5          | 5 Q          | 3–8              | 11               | Éliminé      | Éliminé      | Éliminé  | Éliminé |
| Evangelos Skotidas | Épée individuelle  | 4–3          | 2 Q          | 5–6              | 7                | Éliminé      | Éliminé      | Éliminé  | Éliminé |
| Evangelos Skotidas | Sabre individuelle | N/A          | N/A          | 3–4              | 5                | Éliminé      | Éliminé      | Éliminé  | Éliminé |
| Vasilios Zarkadis  | Épée individuelle  | 1–7          | 8            | Éliminé          | Éliminé          | Éliminé      | Éliminé      | Éliminé  | Éliminé |
| Vasilios Zarkadis  | Sabre individuelle | N/A          | N/A          | 4–4              | 5                | Éliminé      | Éliminé      | Éliminé  | Éliminé |

### Football
Composition de l'équipe
- Ioannis Andrianopoulos
- Theodoros Dimitriou
- Antonios Fotiadis
- Agamemnon Gilis
- Dimitrios Gotis
- Georgios Kalafatis
- Nikolaos Kaloudis
- Georgios Khatziandreou
- Apostolos Nikolaidi
- Theodoros Nikolaidis
- Khristos Peppas
- Remplaçant : Dimitris Demertzis
- Remplaçant : Ioannis Stavropoulos
- Remplaçant : Vassilis Samios
- Remplaçant : Sotiris Despotopoulos
- Remplaçant : Georgio Andrianopoulos

Premier tour
| 28 aout 1920 | Suède                                                                  | 9 - 0 | Grèce | Stade olympique d'Anvers, Anvers                |                                                 |
|              | Olsson 4e 79e · Karlsson 15e 20e 21e 51e 85e · Wicksell 25e · Dahl 31e |       |       | Spectateurs : 5 000 Arbitrage : Charles Barette | Spectateurs : 5 000 Arbitrage : Charles Barette |

Classement10e

### Tennis
| Athlète              | Épreuve          | 1er tour         | 2e tour                                   | 3e tour          | Quarts de finale | Demi-finales     | Final            | Rang |
| Athlète              | Épreuve          | Adversaire Score | Adversaire Score                          | Adversaire Score | Adversaire Score | Adversaire Score | Adversaire Score | Rang |
| -------------------- | ---------------- | ---------------- | ----------------------------------------- | ---------------- | ---------------- | ---------------- | ---------------- | ---- |
| Athanasios Zerlentis | Simple messieurs | Bye              | Gordon Lowe (GBR) D 14–12, 8–10, 7–5, 6–4 | Éliminé          | Éliminé          | Éliminé          | Éliminé          | 17   |